# Azeta suffusa
Azeta suffusa är en fjärilsart som beskrevs av Walker 1866. Azeta suffusa ingår i släktet Azeta och familjen nattflyn. Inga underarter finns listade i Catalogue of Life.